# Garowol
Garowol (Schreibvariante: Garawoll und Garawol) ist eine Ortschaft im westafrikanischen Staat Gambia.
Nach einer Berechnung für das Jahr 2013 leben dort etwa 8272 Einwohner, das Ergebnis der letzten veröffentlichten Volkszählung von 1993 betrug 6512.

## Geographie
Garowol liegt in der Upper River Region, Distrikt Kantora, und ist nach Basse Santa Su und Gambissara die drittgrößten Ortschaft der Upper River Region. Der Ort liegt ungefähr fünf Kilometer nordwestlich von Fatoto und ungefähr 33 Kilometer von Basse Santa Su entfernt.